# Johann August von Haxthausen
Johann August Freiherr von Haxthausen (* 22. September 1693 in Oldenburg; † 9. Februar 1762 in Lauchstädt) war ein königlich-polnischer und kurfürstlich-sächsischer General und Gouverneur von Leipzig.

## Leben
Von Haxthausen stammt aus dem Adelsgeschlecht der Haxthausen. Er war der Sohn des Diplomaten und Oberlanddrost Anton Wolf von Haxthausen und dessen Ehefrau Dorothea Justina von Aldenburg (1663–1735).
1711 war er Hauptmann in Regiment Prinz Carl und nahm 1712 an der Belagerung von Stade teil. Von 1716 bis 1717 war er Kammerjunker des Prinzen Karl. Im Jahr 1730 wurde er Chef des Regiments Böhnen, das er 1741 an den Oberst Frankenberg abgab.
Seine Beförderung zum General in der Polnisch-Sächsischen Armee erfolgte 1753. Als solcher wurde er Gouverneur zu Leipzig.